# Seladerma phlegias
Seladerma phlegias är en stekelart som först beskrevs av Walker 1844.  Seladerma phlegias ingår i släktet Seladerma och familjen puppglanssteklar. Inga underarter finns listade i Catalogue of Life.